# 朱伸域
慶憲王朱伸域（？—1591年），明朝慶藩綏德王，慶端王朱倪𤏳的庶第一子。他在萬曆九年（1581年）受封綏德王，萬曆十六年（1588年）父親去世後管理慶府事。萬曆十九年（1591年）尚未襲封慶王即去世。後追封慶王。妃方氏。四年後其子朱帥鋅嗣位。
| 無 原因：明政府封之 | 明綏德國國王 1581年－1591年 | 無 原因：追封慶王，封國廢除 |